# Francesco Contaldi
Francesco Contaldi (Popoli, 28 ottobre 1865 – Sulmona, 28 aprile 1903) è stato un poeta, traduttore, giornalista e notaio italiano.

## Biografia
Vissuto a lungo a Giulianova (Te), svolse qui la professione di notaio, oltre che ricoprire le funzioni di Vice Pretore, consigliere comunale e direttore della banca mandamentale. Ha legato il suo nome alla sua saggistica e alla vasta produzione di poesia, di cui una raccolta, Arte Giuliese, fu pubblicata nel 1894 in occasione dell'erezione a Giulianova del monumento a Vittorio Emanuele II, opera dello scultore giuliese Raffaello Pagliaccetti. 

Fu fondatore e collaboratore di giornali letterari quali Doctor Faust (1885), Rivista minima (1888) e Rassegna Adriatica (1900). Autore di versi, fu anche traduttore di poeti dall'inglese e dal norvegese (Rime nordiche: Whitman, Poe, Tennyson, Munch, Biornson, Ibsen: versioni ritmiche, Giulianova, Tip. del Commercio, Giulianova 1900). 

Suo è l'epitaffio che campeggia sul portale d'ingresso del Cimitero di Giulianova: Qui nei secoli posano affetti, vanità, speranze.